# 1067 Lunaria
Lunaria (asteróide 1067) é um asteróide da cintura principal, a 2,3166657 UA. Possui uma excentricidade de 0,1927822 e um período orbital de 1 775,83 dias (4,86 anos).
Lunaria tem uma velocidade orbital média de 17,58152029 km/s e uma inclinação de 10,54612º.
Esse asteróide foi descoberto em 9 de Setembro de 1926 por Karl Reinmuth.